# 2008年夏季奥林匹克运动会阿曼代表团
2008年夏季奥林匹克运动会阿曼代表团参加2008年8月8日至24日在中国北京主办的第29届夏季奥运。代表团有4名运动员，三男一女分別參與3個項目，以田徑為最多。

## 田徑
- Abdullah al Souli（男子100米）
- Abdullah al Souli（男子200米）
- Buthaina Yaqoubi（女子100米）

## 射擊
- Dad al Balushi（女子50米氣手槍）

## 游泳
- Mohammed al Habsi（男子100米蝶式）